# Carmelo Travieso
Carmelo Travieso Peña (Río Piedras, 9 maggio 1975) è un ex cestista portoricano.

## Carriera
Con Porto Rico ha disputato i Giochi olimpici di Atlanta 1996, i Campionati mondiali del 1998 e due edizioni dei Campionati americani (1999, 2001).